# Ron Orp's Mail
Ron Orp’s Mail é um boletim eletrônico informativo (uma newsletter), que é enviada todos os dias da semana, de segunda a sexta-feira, para assinantes em várias cidades na Europa e nas Américas.
Romano Strebel e Christian Klinner lançaram Ron Orp’s Mail em 2004, em Zurique, na Suíça Inicialmente, a newsletter cobria apenas Zurique com notícias sobre cultura, ofertas de gastronomia e festas da cidade, assim como dicas sobre música, mídia, leituras e TV.  A newsletter comenta tendências e novos projetos na cidade e também em todo o mundo. O mercado de classificados é outro elemento importante. Nele são publicados anúncios colocados previamente na homepage associada à newsletter.
A newsletter é publicada por Ron Orp, mas ele nunca é visto e não há consenso sobre  se ele existe ou se é uma jogada de marketing.

## História
2004: A primeira edição de Ron Orp’s Mail é enviada para 100 assinantes em Zurique, em 29 de abril de 2004. Em nove meses as assinaturas chegam a 1’000.
2005-2006: Em dezembro de 2006, as assinaturas atingem 13’500. Naquela época, todo o conteúdo da newsletter é compilado por apenas três voluntários.
2007:  O site e a newsletter passam por uma reestruturação. Além disso, a newsletter se expande e é lançada em Viena, Basiléia, Berna, Lucerna e Winterthur. Em dezembro de 2007 as assinaturas atingem  25 mil.
2008: O número de assinantes continua a subir e chega a 41 mil em dezembro de 2008. Mais de 20 pessoas trabalham em várias cidades para Ron Orp’s Mail. A expansão continua com St. Gallen e também Nova York, Berlim e Munique. Em meio à inovação, Zurique ganha uma versão semanal em inglês, todas as quinta-feiras.
2009: O site e a newsletter passam por uma segunda reestruturação. O número de assinantes atinge a nova máxima de 63’ 000.(Dados da Ron Orp GmbH).
2010:  Ron Orp se expande ainda mais: para a Suíça de língua francesa Genebra, Brasília no Brasil e Londres no Reino Unido. Ron Orp Zurique lança uma revista digital para a cidade, chamada  "Ron Orp’s Magazine", e um aplicativo para iPhone e iPad.  Em dezembro de 2010, Ron Orp é premiado com o título "Comerciante Digital do Ano" pela IAB Switzerland (http://www.iabeurope.eu/).  O número de assinantes atinge100.000 (em dezembro de 2010).(Dados da Ron Orp GmbH)